# 南栗橋駅
南栗橋駅（みなみくりはしえき）は、埼玉県久喜市南栗橋一丁目にある、東武鉄道日光線の駅。駅番号はTN 03。副駅名は「BLP南栗橋スマートヴィラ」。
日光線は東京（浅草）と日光・鬼怒川温泉方面を結ぶ特急列車を除いて当駅で運行系統が分割されており、当駅を跨いでの利用には乗り換えが必要となるほか、駅の北側に立地する南栗橋車両管区への入出庫列車も数多く設定されている。伊勢崎線（東武スカイツリーライン）経由で東京メトロ日比谷線・半蔵門線に直通する列車が乗り入れる最北端の駅である。

## 歴史
- 1986年（昭和61年）8月26日 -  開業[1]。当駅が開業するまで、浅草駅始発・終着の一部列車は幸手駅で折り返していたが、開業により、当駅まで運転区間を延長した[1]。
- 1999年（平成11年）6月 - （当時）幸手都市計画事業豊田土地区画整理事業による換地処分が完了したことから、駅所在地の町名および地番が、（当時）栗橋町大字中里から（当時）栗橋町南栗橋1丁目20番地へ変更。
- 2003年（平成15年）3月19日 - 日比谷線（上りのみ）・半蔵門線・田園都市線直通列車が当駅以南で運転開始[広報 1]。
- 2006年（平成18年）
  - 3月18日 - ダイヤ改正に伴い、新設された区間快速の停車駅となる。また、区間快速を除く日中の浅草駅へ乗り入れる列車が削減され、半蔵門線・田園都市線直通の本数が増加した。従来の準急は区間急行に、区間準急は準急に、通勤準急は急行にそれぞれ名称が変更された[広報 2]。
  - 3月20日 - 浅草駅発の当駅終着列車である特急「きりふり283号（のち285号）」を新設。
- 2010年（平成22年）3月23日 - 久喜市・菖蒲町・栗橋町・鷲宮町が新設合併し、新たに久喜市が発足。それに伴い、駅所在地の住所が栗橋町南栗橋1丁目20番地から久喜市南栗橋1丁目20番地へ変更。
- 2011年（平成23年）11月4日 - 発車メロディ導入。
- 2012年（平成24年）
  - 3月17日 - 東武線全線への駅ナンバリング導入により、駅番号「TN 03」が与えられる。
  - 線路切替により、下りホームの一部が削られる。
- 2013年（平成25年）
  - 2月 - 出入口にある駅名看板を取り換え。
  - 3月16日 - 浅草方に留置線を新設。ダイヤ改正により東京メトロ日比谷線との相互直通運転区間が東武動物公園駅から当駅まで延長され、中目黒駅方面始発の下り直通列車が運転開始。区間快速の快速運転範囲が新大平下駅まで拡大された事により当駅は通過駅となる[広報 3]。また、浅草駅 - 新栃木駅間の区間急行が早朝と深夜の一往復を除き当駅発着の普通列車に置き換えられ、同時に当駅と新栃木駅を結ぶ普通列車の全運用が6両編成から4両編成に短縮される。
  - 10月30日 - 自動放送設備使用開始。
- 2017年（平成29年）4月21日 - ダイヤ改正により浅草駅 - 東武日光駅（および会津田島駅）間を運行していた快速と区間快速、早朝と深夜に一往復のみ設定されていた浅草駅 - 新栃木駅間の区間急行が廃止され、当駅 - 東武日光駅（一部新藤原駅）間の急行と区間急行を新設[注釈 1]。これに伴い、当駅を跨いで運用される特別料金不要の定期列車が消滅し、特急以外の運転系統が当駅で完全に分断される[広報 4]。また、唯一停車する特急列車であった当駅終着の「きりふり285号」も廃止されたため、一旦特急停車駅から外れた。
- 2020年（令和2年）6月6日 - ダイヤ改正により当駅と東武宇都宮駅を結ぶ列車が増発。下り普通列車の一部ワンマン運転開始に合わせ、3・4番線ホームに信号開通メロディを導入（楽曲はモーツァルトの『交響曲第40番』）。
- 2022年（令和4年）
  - 3月12日 - ダイヤ改正で当駅終着の上り区間急行が廃止。これにより、当駅を始発・終着点とする以北区間の列車は朝の下り急行2本（いずれも東武日光駅行き）を除き全て普通列車になるとともに、全運用が20400型車両に統一され完全ワンマン化される。
  - 5月 - 副駅名に「BLP南栗橋スマートヴィラ」を設定[広報 5]。
- 2023年（令和5年）3月18日 - ダイヤ改正により一部特急列車（上り3本、下り6本）の停車駅となり、6年ぶりに特急の停車が復活[広報 6]。

## 駅構造
島式ホーム2面4線を有する地上駅で、橋上駅舎を有している。
駅舎内下り・上りホーム、改札外東・西口、それぞれにエレベーターが設置されている。下り（東武日光方面）ホームには待合室（2007年11月完成）が、コンコースとホームには運行情報表示器と発車標がそれぞれ設置されている。自動改札機設置。定期券発売駅。
発車標は、コンコース部がLED式、ホーム部が液晶ディスプレイ式となっている。

### のりば
| 番線 | 路線                   | 方向 | 行先 |
| ---- | ---------------------- | ---- | --- |
| 1・2 | 東武スカイツリーライン | 上り | 東武動物公園・北千住・とうきょうスカイツリー・浅草・ 日比谷線 中目黒・ 半蔵門線 渋谷・ 東急田園都市線 中央林間方面 |
| 3・4 | 日光線                 | 下り | 新栃木・東武日光・ 宇都宮線 東武宇都宮・ 鬼怒川線 鬼怒川温泉方面                                                   |

- 上記の路線名は旅客案内上の名称（「東武スカイツリーライン」は愛称）で表記している。本来当駅は日光線の途中駅であるが、当駅までの区間は実質的に東武スカイツリーライン系統の延長線上として扱われているため、上り浅草方面は便宜上直通先の名称で案内されている。
- ホーム有効長は開業時から10両編成対応である。2・3番線は待避線である。
- 4番線から発車する下り列車は初電1本と、夕ラッシュ時の特急6本のみであり、他はすべて当駅止まりまたは通過列車である。

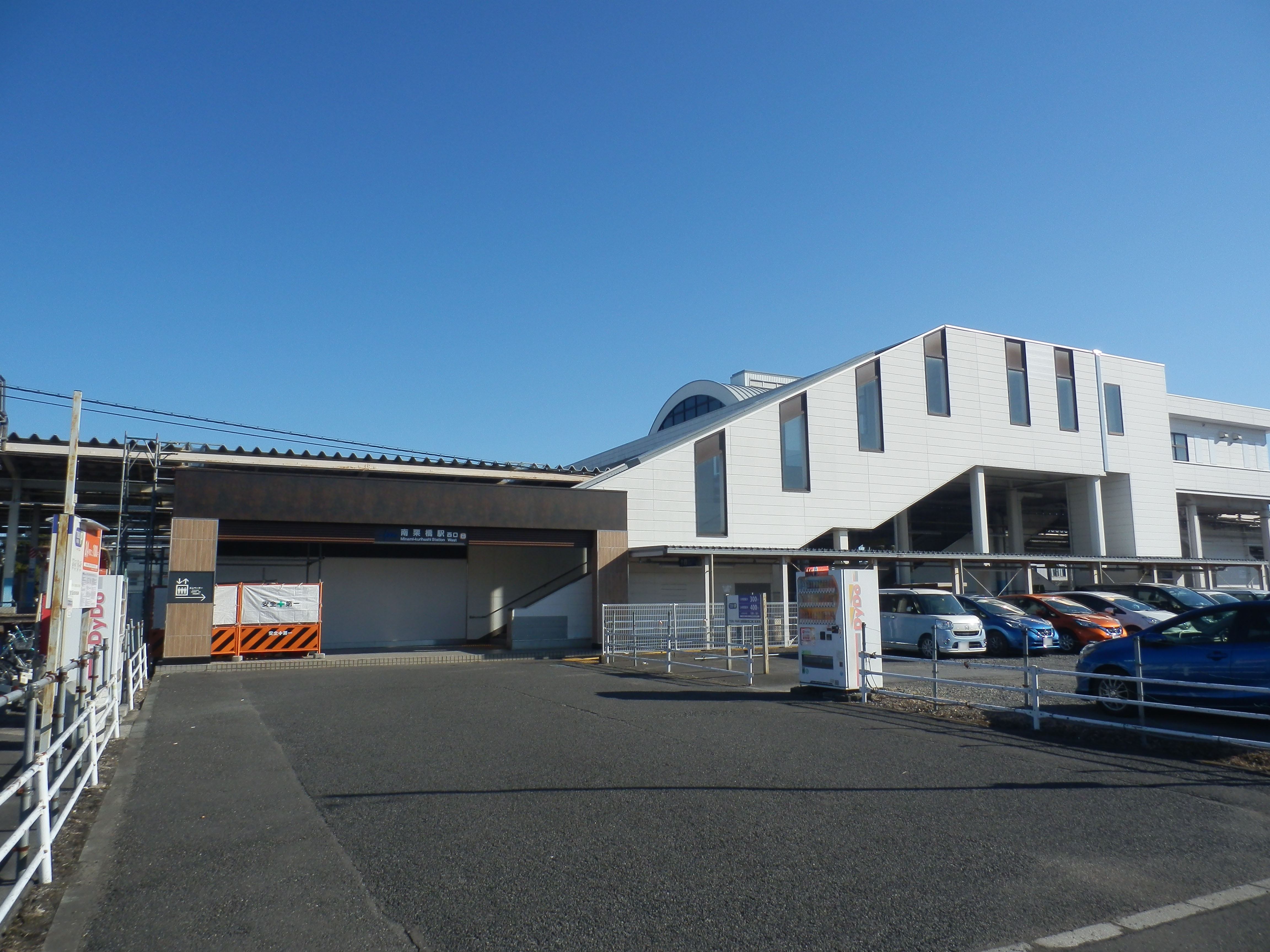
西口外観（2022年1月）
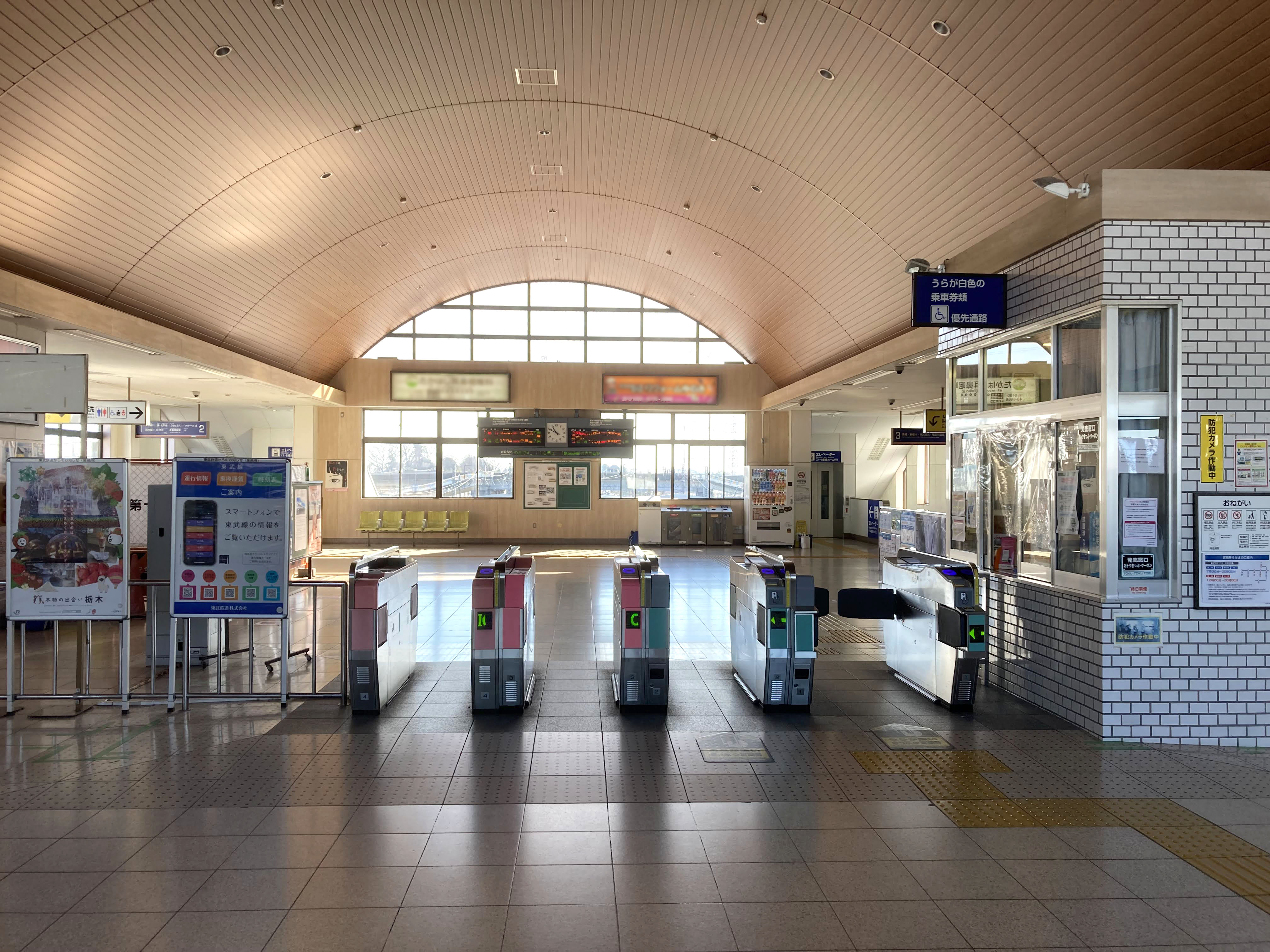
改札口（2022年1月）
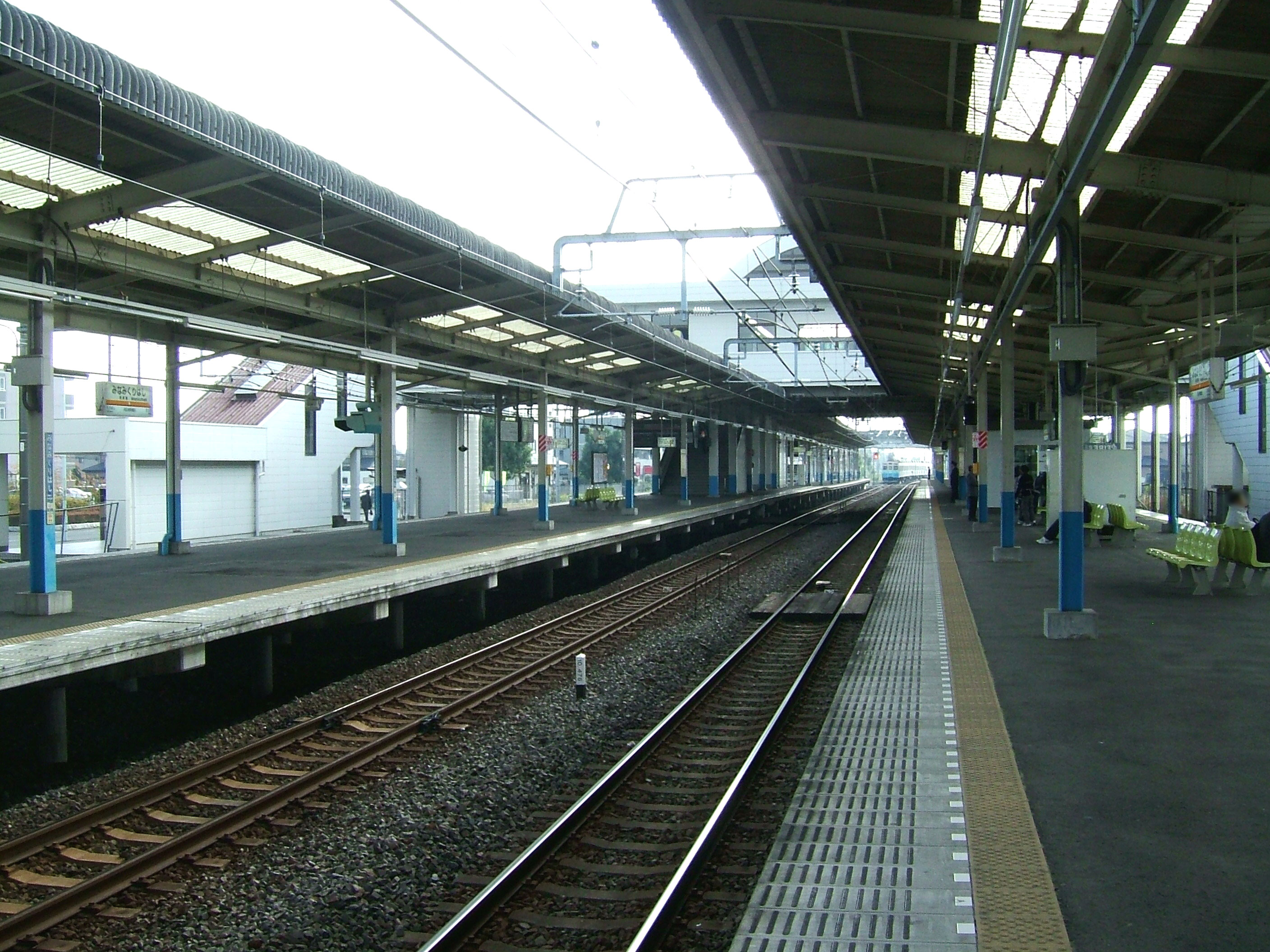
ホーム（2008年11月）

### 列車運行
- 2003年（平成15年）3月19日のダイヤ改正から、日比谷線直通中目黒行きの当駅始発列車が朝に1本のみ設定されていた。2013年3月16日のダイヤ改正からは上下線とも日比谷線直通列車が当駅まで乗り入れるようになり、直通本数も増加した。
- 2006年（平成18年）3月18日のダイヤ改正から、定期列車の接続を受ける当駅始発の臨時列車が主に行楽シーズンの休日に運行されるようになった。
- 当駅以南（北千住方面）はホーム有効長が10両編成対応となっているのに対し、栗橋駅以北（東武日光駅方面）のホーム有効長は6両編成対応であるため、当駅を境に以下のような運行上の特徴がある。
  - 全列車が10両編成である半蔵門線・田園都市線直通列車の日光線側始発駅となり、日中は新栃木方面に向かう列車と対面乗り換えで接続するようになった。
  - 朝ラッシュ時に運転された新栃木発の区間急行は、当駅で連結作業を行い北千住駅まで10両（一部8両）で運転した。反対に朝ラッシュ時の下り区間急行は当駅で切り離しを行うものも存在した。しかし、2013年（平成25年）3月16日のダイヤ改正により、区間急行は原則として当駅折り返しに変更された（ただし、6050系による新栃木駅発着の1往復のみ残存した。2017年（平成29年）4月21日のダイヤ改正により当駅発着に変更）ため、当駅での連結・切り離し作業は廃止された。また、10000系列・30000系による当駅を跨いで運行する区間急行も廃止となった。
- 2011年（平成23年）、東日本大震災に伴う夏の節電ダイヤ実施時には、平日日中の当駅 - 新栃木駅間の本数が1時間あたり2本に減便されていたほか、一部列車が6両編成から4両編成に減車されていた（当駅発着の1時間あたり2本の普通のうち1本を運休、区間快速は通常通り）[広報 8]。9月に節電ダイヤが終了した後も、平日日中のこの区間においては、引き続き1時間あたり2本のまま存置されていたが、この措置は2012年（平成24年）5月22日の東京スカイツリーグランドオープンと同時に運休は解除された。2013年3月16日のダイヤ改正により1時間2本の運行に変更され、新栃木方面の列車は6050系による新栃木駅発着の1往復を除いて4両編成に減車された[広報 3]。
- 2017年（平成29年）4月21日のダイヤ改正より、特別料金不要の一般列車については運行系統が完全に分断された。このため、当駅をまたいで乗車する場合は乗り継ぎが必要である[広報 4]。

## 利用状況
2024年度の一日平均乗降人員は7,463人である。日光線の途中駅では幸手駅・杉戸高野台駅・栗橋駅・栃木駅に次ぐ第5位。
周辺の宅地開発や五霞町コミュニティバスの乗り入れにより、乗降人員は2016年まで毎年増加していたが、以降は横ばいないし減少傾向である。
駅勢圏は、前述の鉄道の駅が存在しない五霞町に加え、隣の幸手駅とは距離のある中川以北の幸手市高須賀地区の一部と外国府間地区も入る。
近年の一日平均乗降人員及び乗車人員の推移は下表のとおりである。
| 年度               | 一日平均 乗降人員 | 一日平均 乗車人員 | 出典       |
| ------------------ | ----------------- | ----------------- | ---------- |
| 1998年（平成10年） | 4,534             |                   |            |
| 1999年（平成11年） | 4,812             |                   |            |
| 2000年（平成12年） | 5,198             | 2,762             |            |
| 2001年（平成13年） | 5,772             |                   |            |
| 2002年（平成14年） | 5,958             |                   |            |
| 2003年（平成15年） | 6,103             |                   |            |
| 2004年（平成16年） | 6,412             |                   |            |
| 2005年（平成17年） | 6,559             | 3,315             |            |
| 2006年（平成18年） | 6,893             |                   |            |
| 2007年（平成19年） | 7,244             |                   |            |
| 2008年（平成20年） | 7,604             |                   |            |
| 2009年（平成21年） | 7,803             | 3,846             |            |
| 2010年（平成22年） | 8,099             | 4,108             |            |
| 2011年（平成23年） | 8,289             | 4,160             |            |
| 2012年（平成24年） | 8,461             | 4,242             |            |
| 2013年（平成25年） | 8,641             | 4,342             |            |
| 2014年（平成26年） | 8,667             | 4,358             |            |
| 2015年（平成27年） | 8,868             | 4,453             |            |
| 2016年（平成28年） | 8,931             | 4,494             |            |
| 2017年（平成29年） | 8,825             | 4,445             |            |
| 2018年（平成30年） | 8,858             | 4,455             |            |
| 2019年（令和元年） | 8,843             | 4,452             |            |
| 2020年（令和02年） | 6,625             |                   | [ 東武 3 ] |
| 2021年（令和03年） | 7,079             | 3,575             | [ 東武 4 ] |
| 2022年（令和04年） | 7,137             | 3,589             | [ 東武 5 ] |
| 2023年（令和05年） | 7,409             | 3,722             | [ 東武 6 ] |
| 2024年（令和06年） | 7,463             | 3,748             | [ 東武 1 ] |

## 駅周辺
近隣は新興住宅地であることから駅開業当初から市街地が新しく、街づくりの開発スタンスも行政主導による開発スピードがゆっくりな土地区画整理事業で、駅周辺に大きな集客力を持つほどの商店はない地域だったが、2022年、駅西側の主に東武鉄道が所有していた耕作地（そば畑）約16.7ヘクタールで産官学連携によるスマートタウン開発がスタートし、その一環として大規模ショッピングモールである「イオンスタイル南栗橋」が5月にオープンした。
以前は「中里」という町名であったが、区画整理完了による換地処分で町名変更が実施され、「南栗橋一丁目」 - 「南栗橋十二丁目」が中里より分離新設され、駅名から発祥した「みなみくりはし」が町名となった。
東口・西口とも暫定的な土地利用、パークアンドライドを目的としたコインパーキングが多く立地する。2023年4月には、上記のスマートタウン開発に触発される形で、西口側に高層マンションが建てられた。

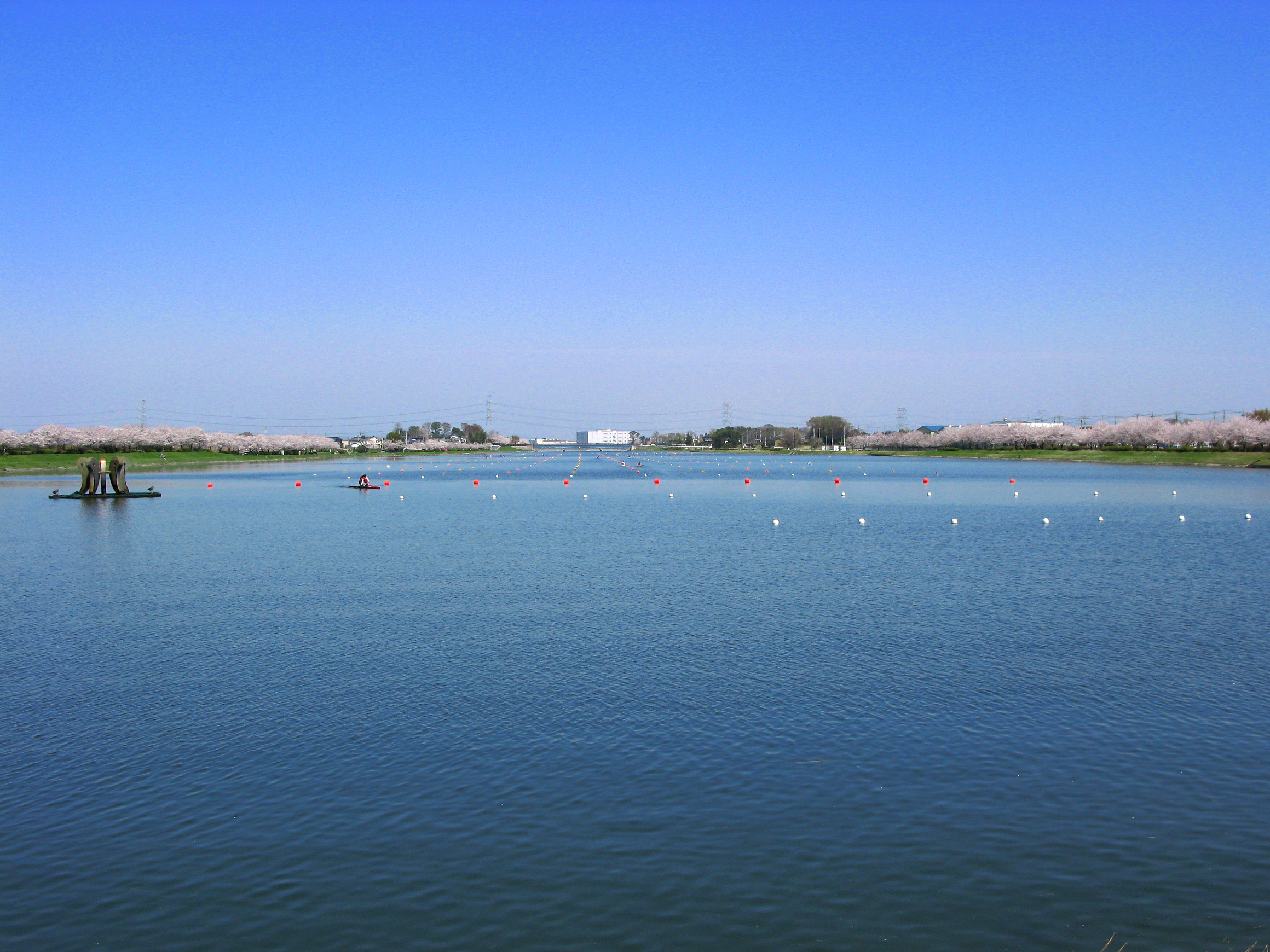
行幸湖
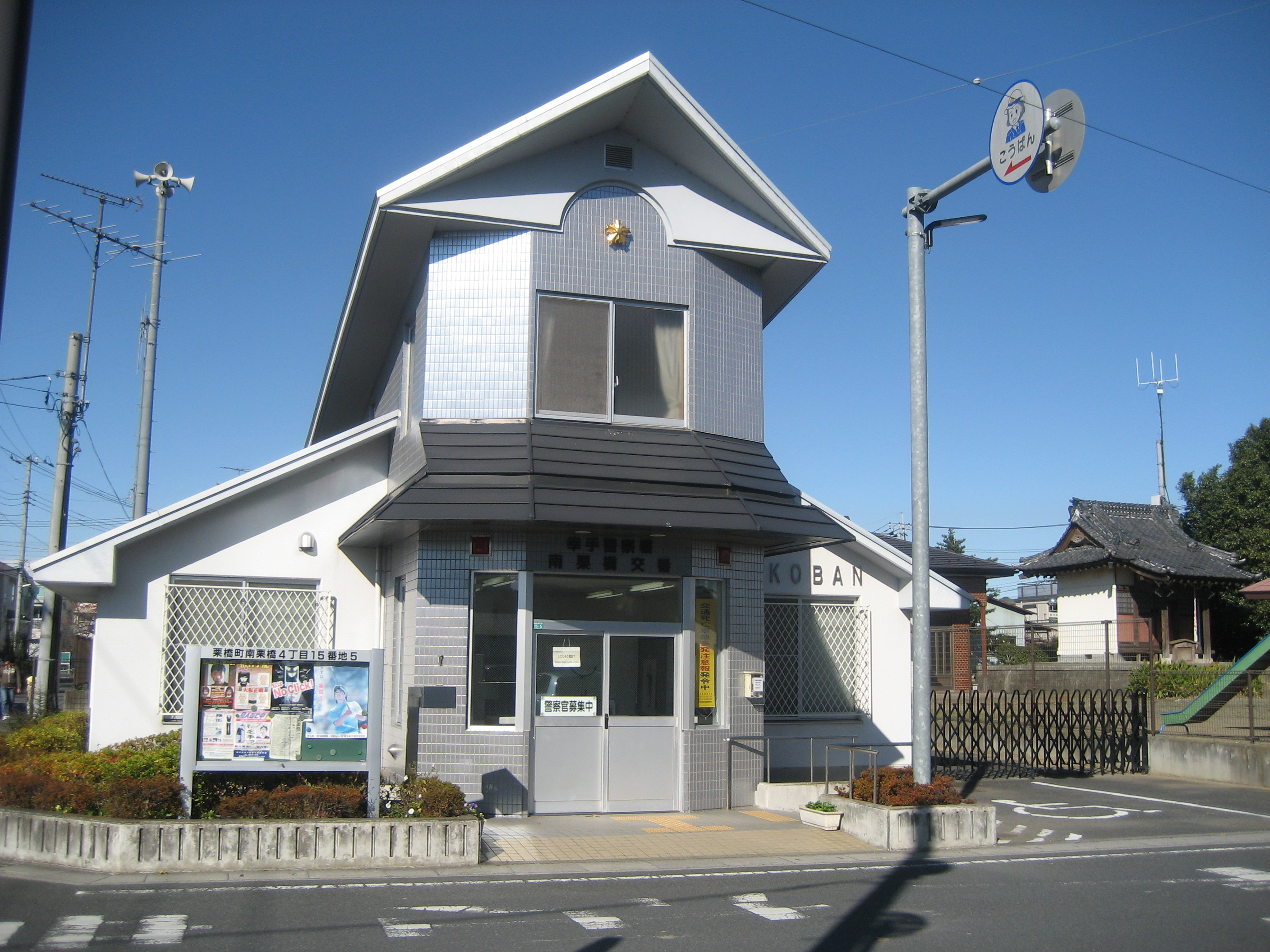
幸手警察署南栗橋交番

### 東口
- 医療法人社団彩優会 栗橋病院
- 国道4号
- 行幸湖

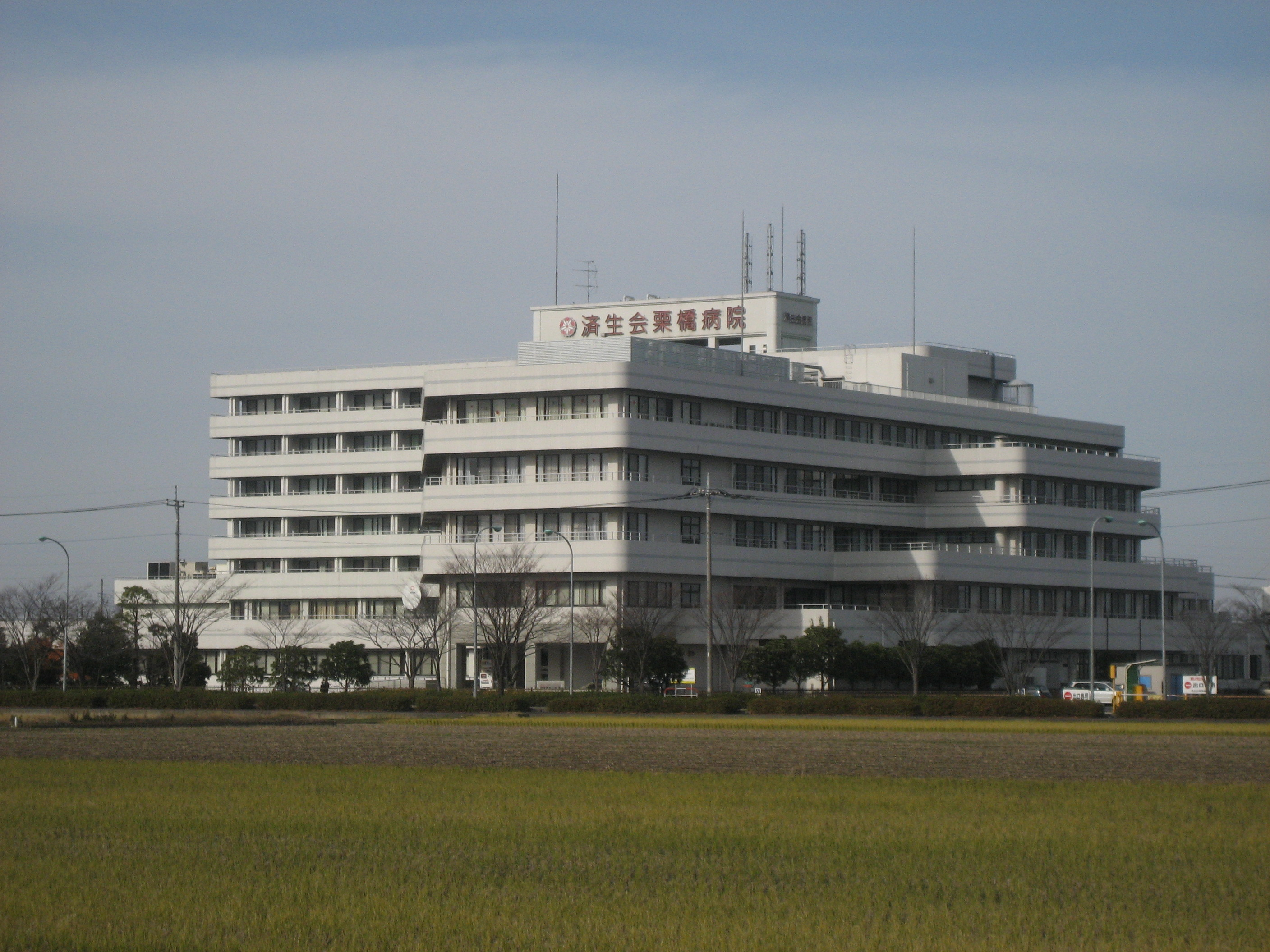
旧・済生会栗橋病院（現・栗橋病院）

- 埼玉県営権現堂公園 - 1号公園（多目的運動広場）
- キユーピー五霞工場 - バス利用（五霞町コミュニティバス 五霞・江川本村行き、「キューピー前」下車。）
- ヤクルト本社茨城工場
- キッコーマンソイフーズ茨城工場（旧・イトシア本社工場）
- ボートピア栗橋 - 無料シャトルバスで6分
- 栗橋保育園
- 白元栗橋工場
- 東武鉄道総合教育訓練センター
- 大堀公園
- 丁張公園

### 西口
- 幸手警察署南栗橋交番
- 久喜市立栗橋南小学校
- 南栗橋郵便局
- セイムス南栗橋薬局
- イオンスタイル南栗橋店
- マルヤ南栗橋店
- ドラッグストア セキ南栗橋店
- 久喜市立栗橋幼稚園
- 栗橋地域コミュニティーセンター・栗橋地域子育て支援センター「くぷる」 - 栗橋幼稚園に併設されている。
- 南栗橋近隣公園（豊田コミュニティプラザ）
- 南栗橋農産物直売所（フレサ）
- 香取神社

## バス路線
東口に、五霞町コミュニティバス「ごかりん号」が発着するほか、イベント開催時の臨時シャトルバスの発着がある。
- 五霞町コミュニティバス「ごかりん号」
  - 朝晩ルート：南栗橋駅 - 五霞町役場前 - 五霞・江川本村（月 - 土曜運行、日曜・元旦運休）
  - 日中時間帯は「オンデマンド交通」として前日までの予約に応じて運行
- 臨時運行等
  - 毎年秋季に南栗橋車両管区で「東武ファンフェスタ」が開催される時は、東口から臨時の無料直通バスが運転される。
  - 茨城県境町「利根川大花火大会」臨時シャトルバス（有料、事前予約制）[7]：朝日自動車「境車庫」行

## 付記
- 日光線内では板倉東洋大前駅に次いで杉戸高野台駅と並び2番目に新しい駅である。当駅が開業するまでは栗橋駅 - 幸手駅間が日光線内で最も駅間距離が長かった。
- 東京地下鉄（東京メトロ）・東急電鉄の車両が乗り入れる駅では最北端にあたる。

## 隣の駅
東武鉄道
 日光線
- ■特急「けごん」「きぬ」・■特急「リバティけごん」一部停車駅

■急行・■区間急行・■準急・■区間準急・■普通（  東武スカイツリーライン直通）
幸手駅 (TN 02) - 南栗橋駅 (TN 03)
■急行・■普通（東武日光・鬼怒川温泉方面）
南栗橋駅 (TN 03) - 栗橋駅 (TN 04)
2017年4月21日のダイヤ改正以降、特急以外で当駅を跨いで運行する定期列車は設定されていない。